# Heterocerus stankerus
Heterocerus stankerus là một loài bọ cánh cứng trong họ Heteroceridae. Loài này được Pacheco miêu tả khoa học đầu tiên năm 1963.